# 阿賓頓鎮區 (印地安納州韋恩縣)
阿賓頓鎮區（英語：Abington Township）是位於美國印地安納州韋恩縣的一個行政鎮區。

## 地方資料
根據2010年美國人口普查的數據，阿賓頓鎮區的面積為54.80平方千米，當中陸地面積為54.60平方千米，而水域面積為0.20平方千米。當地共有人口853人，而人口密度為每平方千米15.57人。